# Trichura dixanthia
Trichura dixanthia là một loài bướm đêm thuộc phân họ Arctiinae, họ Erebidae.